# Darienina
Darienine es un alcaloide anticolinérgico.